# Sutin Chaikitti
Sutin Chaikitti   (Chaiyaphum, 1955 - Bangkok, 18 de gener de 2016) va ser un futbolista tailandès que jugava en la demarcació de lateral dret.

## Internacional
Va jugar un total de 34 partits amb la selecció de futbol de Tailàndia. Va fer el seu debut el 22 de juny de 1981 en un partit de la Copa del President de Corea del Sud contra Malta, partit que va finalitzar amb un resultat de 0-2 a favor del conjunt maltès. A més va arribar a disputar la classificació per a la Copa Mundial de Futbol de 1986. El seu últim partit amb la selecció el va jugar el 4 de desembre de 1991 en un partit dels Jocs del Sud-est Asiàtic contra Indonèsia, trobada que va finalitzar amb un resultat d'empat a zero.

## Clubs
| Club          | País      | Any         | Partits | Gols |
| ------------- | --------- | ----------- | ------- | ---- |
| Raj Pracha FC | Tailàndia | 1976 - 1997 |         |      |

## Palmarès

### Campionats nacionals
| Títol                | Club          | País      | Any  |
| -------------------- | ------------- | --------- | ---- |
| Copa Real Kor        | Raj Pracha FC | Tailàndia | 1980 |
| Copa Real Kor        | Raj Pracha FC | Tailàndia | 1982 |
| Copa FA de Tailàndia | Raj Pracha FC | Tailàndia | 1985 |
| Copa FA de Tailàndia | Raj Pracha FC | Tailàndia | 1992 |

### Campionats internacionals
| Títol                    | Club                            | País      | Any  |
| ------------------------ | ------------------------------- | --------- | ---- |
| Jocs del Sud-est Asiàtic | Selecció de futbol de Tailàndia | Tailàndia | 1981 |
| Jocs del Sud-est Asiàtic | Selecció de futbol de Tailàndia | Tailàndia | 1983 |
| Jocs del Sud-est Asiàtic | Selecció de futbol de Tailàndia | Tailàndia | 1985 |